# Émile de Marcère

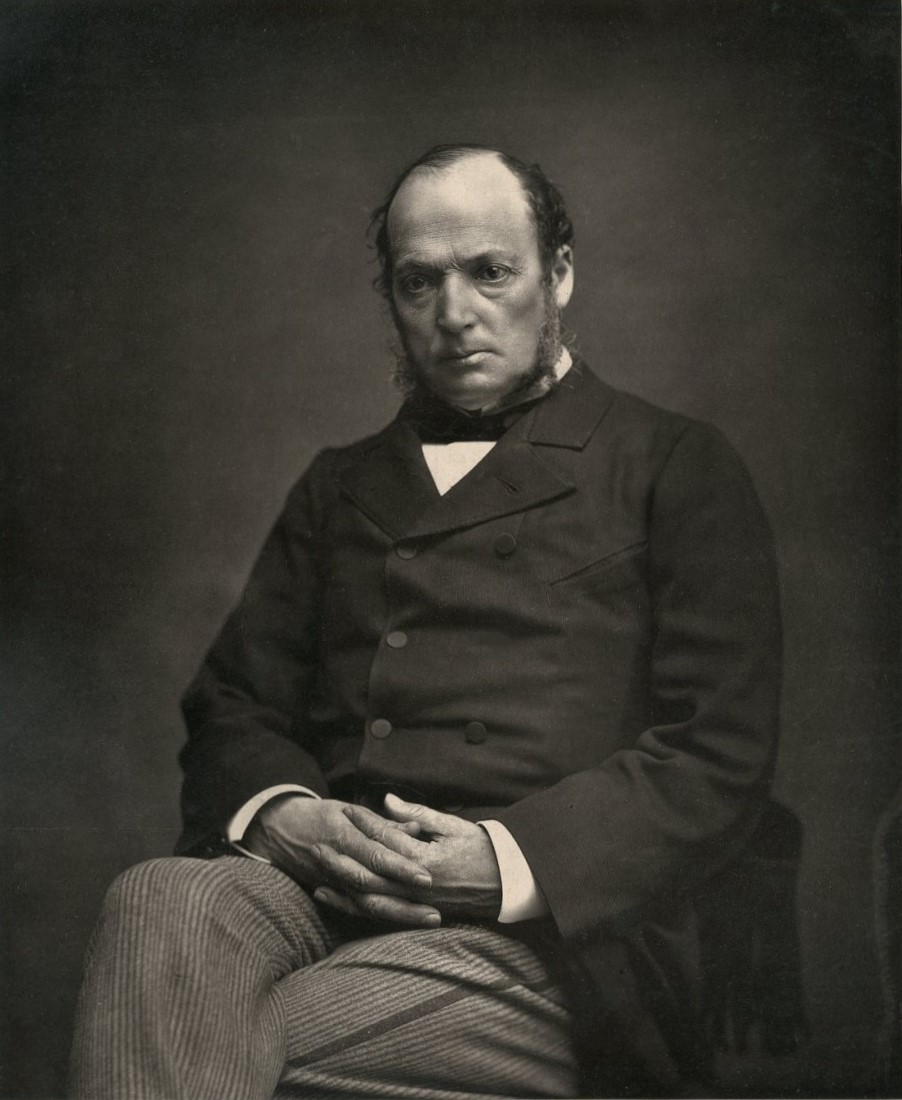
Émile de Marcère

Émile Louis Gustave Deshayes de Marcère (* 16. März 1828 in Domfront (Orne); † 26. April 1918 in Messei) war ein französischer Staatsmann.

## Leben
Emile Louis Gustave Deshayes de Marcère studierte Rechtswissenschaften, trat 1848 in den Justizdienst und wurde 1861 Prokurator in Saint-Pol-sur-Ternoise, 1863 Gerichtspräsident in Avesnes-le-Comte und 1865 Rat am Appellhof von Douai. 1869 machte er sich zuerst politisch bekannt durch eine Broschüre gegen das Kaiserreich: La politique d’un provincial. 1871 in die Nationalversammlung gewählt, schloss er sich dem linken Zentrum an und verteidigte 1874 geschickt und mit Würde die munizipalen Freiheiten gegen Broglies Willkür.
1876 erneut in die Deputiertenkammer gewählt, wurde Marcère nach der Bildung des neuen Ministeriums Dufaure am 9. März 1876 Generalsekretär des Innenministers Amable Ricard und nach dessen frühem Tod am 15. Mai 1876 dessen Nachfolger. Er brachte sofort ein liberales Munizipalgesetz ein, das die Selbständigkeit der Gemeinden wiederherstellen sollte und auch von den Kammern im August 1876 angenommen wurde. Jedoch musste er schon am 12. Dezember 1876 infolge einer Kabinettskrise Jules Simon weichen. In dem zweiten Ministerium Dufaure vom 13. Dezember 1877 bis 4. März 1879 war er wiederum Innenminister. Am 28. Februar 1884 wurde er Senator auf Lebenszeit. Von 1892 bis 1912 amtierte er als Maire von Messei. Dort starb er 1918 im Alter von 90 Jahren.